# 346
Het jaar 346 is het 46e jaar in de 4e eeuw volgens de christelijke jaartelling.

## Gebeurtenissen

### Italië
- Na een ballingschap van ruim 10 jaar wordt Athanasius als patriarch van Alexandrië, onder druk van keizer Constans I in ere hersteld.
- Firmicus Maternus schrijft het boek De errore profanorum religionum (De dwaling van de heidense religies). (waarschijnlijke datum)

### Europa
- Colonia Augusta Rauracorum (Zwitserland) wordt een bisschopszetel.
- Paulinus (346-358) volgt Maximinus op als zesde bisschop van Trier.

### Azië
- In Korea wordt het koninkrijk Buyeo ingelijfd bij Koguryo. Samen met Paekche en Silla, beheersen ze het Koreaanse schiereiland.

## Geboren
- Theodosius I, keizer van het Romeinse Rijk (waarschijnlijke datum)

## Overleden
- 12 september - Maximinus, bisschop van Trier